# Willis Augustus Lee
Willis Augustus Lee (n. 11 mai 1888, Kentucky, SUA – d. 25 august 1945, Portland, Maine, SUA) a fost un ofițer ce a reprezentat Statele Unite ale Americii, medaliat olimpic. A participat la o ediție a Jocurilor Olimpice (1920) în care a câștigat 5 medalii de aur, o medalie de argint și o medalie de bronz.